# Нижние Малюганы
 Нижние Малюганы  — деревня в Кирово-Чепецком районе Кировской области в составе Просницкого сельского поселения.

## География
Расположена на расстоянии примерно 9 км по прямой на юго-восток от железнодорожного переезда через узкоколейную линию до поселка  Каринторф на юго-восточной окраине города Кирово-Чепецк.

## История
Известна с 1873 года как деревня Ляминская (Малюгины), где дворов 2 и жителей 27, в 1905 году (Ляминская или Баловка) 9 и 54, в 1926 (Баловская или Ляминская, Малюганы) 11 и 48, в 1950 (Малюганы II) 7 и 33, в 1989 6 постоянных жителя. Настоящее название утвердилось с 1978 года.

## Население
Постоянное население составляло 1 человек (100% русские) в 2002 году, 4 в 2010.